# Italo Capanni
Italo Capanni (Pian di Scò, 9 dicembre 1888 – ...) è stato un politico italiano.

## Biografia
Iscritto al Partito Nazionale Fascista, di professione commerciante, fu tra i più violenti squadristi dell'aretino e responsabile nel febbraio 1921 dell'omicidio di Spartaco Lavagnini. Venne eletto deputato nel 1921 per il collegio di Firenze. Alle politiche del 1924 fu riconfermato alla Camera con 12 220 voti nella circoscrizione elettorale Toscana. Visse tra la Toscana e l'Argentina.